# Haffouz
Haffouz (àrab: حفوز, Ḥaffūz) és una ciutat d'uns 15.000 habitants a Tunísia, a la governació de Kairuan, situada uns 30 km a l'oest de Kairuan. És propera al Djebel Ousselat, que es troba al nord de la ciutat. És capçalera d'una delegació de 43.730 habitants.

## Economia
L'economia és essencialment agrícola i hi predomina el cultiu de l'olivera.

## Administració
És el centre de la delegació o mutamadiyya homònima, amb codi geogràfic 41 56 (ISO 3166-2:TN-12), dividida en vuit sectors o imades:
- Hafouz Centre (41 56 51)
- Khit El Oued (41 56 52)
- Oued El Jabbès (41 56 53)
- El Aîn El Beidha (41 56 54)
- El Houfia (41 56 55)
- Cherichira (41 56 56)
- Traza Sud (41 56 57)
- Ouled Khalfallah (41 56 58)

Al mateix temps, forma una municipalitat o baladiyya (codi geogràfic 41 16).